# Krwawy List
Krwawy List (bułg. Кърваво писмо) – list wysłany przez Todora Kableszkowa 20 kwietnia 1876 roku z Kopriwszticy do komitetu powstańczego w Panagjuriszte, w którym autor obwieścił wybuch powstania kwietniowego.

## Geneza
14 kwietnia 1876 roku, na zebraniu we wsi Oboriszte, bułgarscy spiskowcy należący do panagjurskiego okręgu powstańczego zdecydowali, że przygotowywane powstanie narodowe rozpocznie się 30 kwietnia tego samego roku. Jednocześnie dopuszczono możliwość wcześniejszego wybuchu insurekcji, gdyby zaistniało niebezpieczeństwo rozbicia spisku przez władze osmańskie. Na skutek zdrady, wieść o tych planach faktycznie dotarła do władz, które w odpowiedzi wysłały 19 kwietnia 1876 roku do Kopriwszticy ok. dziesięciu żandarmów, dowodzonych przez agę Nedżeba, z nakazem aresztowania Todora Kableszkowa i kilku innych konspiratorów. Po naradzie spiskowcy zdecydowali się stawić zbrojny opór żandarmerii. 20 kwietnia, przy dźwięku cerkiewnych dzwonów, uzbrojeni powstańcy zajęli budynek konaku (miejskiego urzędu), zabijając przy tym mudira (tureckiego urzędnika zarządzającego miastem). Tego samego dnia Todor Kableszkow napisał list, w którym przedstawił zajścia w Kopriwszticy i w którym wezwał komitet powstańczy w Panagjuriszte do rozpoczęcia powstania. List był zaadresowany do Georgiego Benkowskiego, a podpisany został krwią zabitego mudira (stąd nazwa Krwawy List).

## Treść listu
Oryginalny list nie zachował się do naszych czasów. Jego treść została odtworzona przez Zacharija Stojanowa.
"Bracia!
Wczoraj do wsi przybył aga Nedżeb, z Płowdiwu, który chciał zaaresztować kilka osób wraz ze mną. Znając wasze ustalenia, które zapadły na zebraniu w Oboriszte, zwołałem kilku junaków, uzbroiliśmy się, a następnie skierowaliśmy się do konaku, który napadliśmy, zabijając mudira i kilku żandarmów... Teraz, gdy piszę do was ten list, przed konakiem powiewa sztandar, grzmią karabiny, którym towarzyszy echo cerkiewnych dzwonów, a junacy padają sobie w ramiona na ulicach!... Jeśli i wy, bracia, jesteście prawdziwymi patriotami i apostołami wolności, to podążcie za naszym przykładem w Panagjuriszte...
Kopriwsztica, 20 kwietnia 1876 r.
T. Kableszkow.
Byłem świadkiem wydarzeń opisanych powyżej w liście Todora. Wyruszam do Klisury, by uczynić to samo.
N. Karadżow"